# Большовецкая ратуша
Большовецкая ратуша (укр. Більшовецька ратуша) — бывшее здание городского магистрата в поселке Большовцы.

## История
Ратуша расположена в центре посёлка на Вечевой площади. Построена в XIX веке в классическом стиле: прямоугольное в плане двухэтажное здание с невысокой башней посередине над главным входом. Башня в плане восьмигранная, с шатровой крышей, вокруг которой устроена смотровая площадка с перилами. На башне установлены небольшие часы. 
В настоящее время в ней располагается Большовецкий поселковый совет, отделение банка и магазин.